# Cécile Prince
Cécile Prince (Grenoble, 15 maggio 1937) è un'ex sciatrice alpina francese.

## Biografia
Cécile Prince, sciatrice polivalente con maggior propensione alle prove tecniche, debuttò in campo internazionale in occasione del Grand Prix Feminine 1959 (Saint-Gervais-les-Bains, 24-26 gennaio), dove si classificò 14ª nello slalom speciale; nel 1961 si piazzò 3ª nello slalom speciale del Parsenn-Derby (Davos, 28 febbraio) e 3ª nel Grand Prix du Maurienne (La Toussuire, 18-19 marzo), arrivando 3ª e 4ª nei due slalom giganti che componevano la competizione, nel 1962 fu 3ª nello slalom speciale del Damenpokal (Oberstaufen, 5 gennaio) e nel 1963 vinse lo slalom gigante del Grand Prix du Savoie (Méribel, 23-24 marzo). Ai IX Giochi olimpici invernali di Innsbruck 1964 (29 gennaio-9 febbraio), sua unica presenza olimpica e iridata, non completò lo slalom speciale, la sola gara nella quale prese il via, l'ultima della sua carriera agonistica.

## Palmarès

### Universiadi
- 6 medaglie[6]
  - 2 ori (slalom speciale a Chamonix 1960; slalom speciale a Villars-sur-Ollon 1962)
  - 2 argenti (combinata a Chamonix 1960; combinata a Villars-sur-Ollon 1962)
  - 2 bronzi (discesa libera a Villars-sur-Ollon 1962; slalom gigante a Špindlerův Mlýn 1964)

### Classiche
Grand Prix du Savoie
- 1 vittoria (slalom gigante a Méribel 1963)

### Campionati francesi
- 1 oro (slalom speciale nel 1960)[senza fonte]